# قره‌کنگیر
قره‌کنگیر (قزاقی: Қаракеңгір، قاراكەڭگىر) یک رود در استان اولی‌تاو کشور قزاقستان است.